# Sede titolare di Belle
Belle (in latino: Bellinensis) è una sede titolare soppressa della Chiesa cattolica.

## Storia
Moroni identifica questa sede come una delle suffraganee dell'arcidiocesi di Scitopoli nella Palestina Seconda. Gli Annuari Pontifici dell'Ottocento collocano Belle in Siria, distinguendola tuttavia dalla sede di Belina o Paneade. Eubel invece, nella sua Hierarchia Catholica Medii Aevi, identifica la sede con Belinas o con Abila nella provincia romana della Fenicia Prima, suffraganea dell'arcidiocesi di Tiro.
La sede Bellinensis potrebbe dunque far riferimento alla diocesi di Cesarea di Filippo (chiamata anche Paneas, in italiano Paneade). Durante le crociate infatti l'antica Cesarea di Filippo era chiamata Belinas.
Tuttavia Gams identifica Belinas con Abila di Lisania.
Le Quien, nel secondo volume dell'Oriens Christianus, annovera due sedi il cui nome latino è molto simile: Belinas per Abila di Lisania e Bellinas per Paneade.
La sede titolare è stata soppressa con un decreto di Propaganda Fide nel 1894, con efficacia a partire dalla vacanza del titolare, avvenuta con la morte di Charles-Constant Jolivet, O.M.I. nel 1903.

## Cronotassi dei vescovi titolari
- Johannes Blatter (de Blatten), O.F.M. † (30 gennaio 1441 - dicembre 1461 dimesso o deceduto)
- Daniel Zehender, O.F.M. † (3 dicembre 1473 - 15 settembre 1500 deceduto)
- Johannes Berger, O.S.A. † (1480 - 26 giugno 1481 deceduto)[5].
- Konrad Reichard † (26 ottobre 1481 - 27 dicembre 1503 deceduto)
- Stefano Tschugli, O.P. † (31 marzo 1501 - ? deceduto)[6]
- Johannes Kneissel † (15 marzo 1514 - ?)[7]
- Pietro Carmelet, O.E.S.A. † (11 giugno 1517 - ?)
- Guglielmo, C.R.S.A. † (21 febbraio 1529 - ?)
- Albert Kraus † (16 dicembre 1534 - ?)
- Gerolamo Flacco † (27 aprile 1554 - ? deceduto)
- Biagio Alibrandini † (23 marzo 1558 - ? deceduto)
- Giacomo Benuzio † (4 luglio 1572 - ? deceduto)
- Giovanni Nasi, O.F.M. † (9 maggio 1580 - ? deceduto)
- Johannes Waltous † (8 dicembre 1591 - ? deceduto)
- Giorgio Benigni, O.F.M.Conv. † (6 giugno 1594 - ? deceduto)
- Simeon Feuerstein † (18 maggio 1598 - ? deceduto)
- Anton Crosini von Bonporto † (26 agosto 1624 - 30 marzo 1648 confermato vescovo di Bressanone)
- Iesse Perchofer † (4 maggio 1648 - prima dell'8 settembre 1681 deceduto)
- Joannes Debski † (20 aprile 1682 - circa dicembre 1690 deceduto)
- Johann Sigmund Zeller von und zu Leibersdorf † (6 ottobre 1692 - 30 dicembre 1729 deceduto)
- Adam Woyna Orański † (18 dicembre 1730 - prima del 4 febbraio 1778 deceduto)
- Piotr Aleksander Samson Toczyłowski † (23 settembre 1782 - prima del 3 agosto 1807 deceduto)
- Martin Takáts † (3 agosto 1807 - 17 gennaio 1818 deceduto)
- Jean-Joseph-Jean-Baptiste Ferréol, M.E.P. † (14 agosto 1843 - 3 febbraio 1853 deceduto)
- Laurence Gillooly, C.M. † (29 febbraio 1856 - 1º dicembre 1858 succeduto vescovo di Elphin)
- Charles-Constant Jolivet, O.M.I. † (15 settembre 1874 - 15 settembre 1903 deceduto)